# Iveston
Iveston är en by i unparished area Consett, i kommunen Durham i grevskapet Durham i England. Byn är belägen 15 km från Durham. Cowpen Bewley var en civil parish 1866–1937 när blev den en del av Consett och Stanley. Civil parish hade 6 395 invånare år 1931.